# Serra de Marigues
La Serra de Marigues és una serra situada entre els municipis d'Alàs i Cerc i de Ribera d'Urgellet a la comarca de l'Alt Urgell, amb una elevació màxima de 1.127 metres.